# TV7 (programma televisivo)
TV7 è un programma televisivo italiano di genere rotocalco in onda in seconda serata su Rai 1 dal 20 gennaio 1963.
La trasmissione, prodotta del TG1, è nata come appendice settimanale del telegiornale, occupandosi di notizie di politica, cultura, spettacolo, cronaca e sport in brevi servizi o inchieste della durata di circa un quarto d'ora.

## Storia
TV7 si caratterizza fin dalla sua nascita come una trasmissione in grado di superare il severo conformismo e la staticità del telegiornale, affrontando temi scomodi (mafia, manicomi, emigrazione, aborto, droga, ecc.) affrontati in modo critico e lasciando spazio alla pluralità di opinioni. Il programma innovó  fortemente lo stile dell'informazione televisiva italiana, nelle scelte registiche, nella cura delle immagini e nell'uso del montaggio. I giornalisti firmano i pezzi e vengono inquadrati all'interno dei servizi: uno stile personale e soggettivo inedito per la televisione dell'epoca. Oltre ai giornalisti collaborano vari registi esterni, come per esempio Gianni Serra, autore di numerose inchieste. Il 7 novembre 1966 si inaugura una nuova serie, sotto la direzione di Brando Giordani.
In alcuni casi la trasmissione deve fare i conti con la censura della Rai, come succede nel 1967, quando un servizio di Furio Colombo sui bombardamenti americani ad Hanoi causa le dimissioni del direttore del telegiornale Fabiano Fabiani. Nel 1969 la messa in onda di un'inchiesta di Sergio Zavoli sul codice Rocco (dal titolo Un codice da rifare) viene bloccata dal Consiglio di amministrazione; per la prima volta nella storia della televisione pubblica i giornalisti scioperano contro la decisione, provocando le dimissioni del presidente della Rai Aldo Sandulli.
La trasmissione produce anche alcuni reportage d'autore, come il documentario Appunti per un film sull'India di Pier Paolo Pasolini (1967).
La rubrica, dal 1977 diventa Tam Tam, dal 1986 TG1 Sette, nel 1992 Uno Sette e dall'agosto 1993 riprende il nome storico di TV7.
Dal 2006 al 2009 il programma era condotto dall'allora direttore Gianni Riotta, il quale introduce gli argomenti e gli ospiti in studio. Per alcune puntate in alternanza con il direttore, c'è il vice-direttore David Sassoli alla guida della trasmissione.
Da diversi anni, la collocazione fissa è quella della seconda serata del venerdì.

## Curiosità
- Il primo logo di TV7 e la prima sigla grafica di testa furono ideati da Pino Pascali che all'epoca collaborava con la Lodolofilm. La sigla è Intermission riff di Stan Kenton, utilizzata fin dalla nascita della trasmissione e cambiata nel 1993 solo nell'arrangiamento.
- Totò recitò l'intera poesia 'A livella in esclusiva per gli spettatori di TV7.
- Nel 2005 TV7 e Speciale TG1 realizzarono un documentario sulla vita di papa Giovanni Paolo II intitolato Sine Die, seguita da milioni di telespettatori.

## Curatori
- Maria Luisa Busi
- Daniele Valentini
- Alessandra Mancuso
- Amedeo Martorelli

## Autori
- Angelo Angelastro
- Francesco Brancatella
- Barbara Carfagna
- Paolo Carpi
- Franco Ceccarelli
- Alessandra Di Tommaso
- Cinzia Fiorato
- Alessandro Gaeta
- Paolo Giani
- Enrica Maio
- Maria Grazia Mazzola
- Elisabetta Mirarchi
- Barbara Modesti
- Roberto Olla
- Amedeo Ricucci
- Rosita Rosa
- Mariasilvia Santilli

## Redattori e collaboratori del passato
- Piero Angela
- Corrado Augias
- Andrea Barbato
- Gianni Bisiach
- Fernando Cancedda
- Manuela Cadringher
- Nino Criscenti
- Angelo Campanella
- Furio Colombo
- Tullio De Mauro
- Angelo Demurtas
- Emilio Fede
- Giuseppe Fiori
- Ugo Gregoretti
- Raniero La Valle
- Arrigo Levi
- Jenner Menghi
- Pier Paolo Pasolini
- Emilio Ravel
- Claudio Savonuzzi
- Gianni Serra
- Giorgio Vecchietti
- Sergio Zavoli